# Test (Unix)
Pour les articles homonymes, voir Test.
test est une commande Unix qui permet de créer des expressions conditionnelles.

## Syntaxe
test Expression
ou
[ Expression ]
ou
[[ Expression ]]
Exemple : test -f /home/test
ou
[ -f /home/test ]
ou
[[ -f /home/test ]]

## Description
La commande test évalue l'expression passée en argument. Dans sa seconde forme, chaque crochet ([]) doit obligatoirement être séparé de la condition par un espace. Les fonctions et opérateurs sont traités comme des arguments différents par la commande test. L'expression conditionnelle doit faire référence à une condition à laquelle il est possible de répondre par vrai (true) ou faux (false).

## Fonctions
Les fonctions suivantes sont utilisées pour construire l'expression conditionnelle et retournent toutes vrai (true) si la condition est satisfaite :

### Fonctions de caractéristiques de fichiers
```
-b
 Fichier -- Fichier existe et est un fichier spécial en mode bloc.

-c
 Fichier -- Fichier existe et est un fichier spécial en mode caractère.

-d
 Fichier -- Fichier existe et est un répertoire.

-e
 Fichier -- Fichier existe.

-f
 Fichier -- Fichier existe et est de type ordinaire.

-g
 Fichier -- Fichier existe et le bit 
Set Group ID
 est actif.

-h
 Fichier -- Fichier existe et est un 
lien symbolique
.

-k
 Fichier -- Fichier existe et le 
sticky bit
 est actif.

-L
 Fichier -- Fichier existe et est un 
lien symbolique
 (même chose que 
-h
).

-p
 Fichier -- Fichier existe et est un 
tube nommé
 
(named pipe, FIFO)
.

-r
 Fichier -- Fichier existe et est accessible en lecture.

-S
 Fichier -- Fichier existe et est un fichier spécial 
socket
.

-s
 Fichier -- Fichier existe et a une taille non nulle.

-t
 Descripteur -- Le 
descripteur de fichier
 est ouvert et associé à un terminal.

-u
 Fichier -- Fichier existe et le bit 
Set User ID
 est actif.

-w
 Fichier -- Fichier existe et est spécifié comme étant accessible en écriture.
       Toutefois, le fichier ne sera pas accessible en écriture sur un système de fichier en
       lecture seule, même si le test indique 
vrai
 (true).

-x
 Fichier -- Fichier existe et est spécifié comme étant exécutable.
       Si le fichier spécifié est un répertoire, une valeur de retour vrai (true) signifie
       que le processus courant a la permission de parcourir ce répertoire.
```

### Fonctions de chaînes de caractères
```
-n
 Chaîne1         -- La longueur de la Chaîne1 n'est pas nulle.

-z
 Chaîne1         -- La longueur de la Chaîne1 est nulle.
Chaîne1 
=
 Chaîne2  -- Chaîne1 et Chaîne2 sont identiques.
Chaîne1 
!=
 Chaîne2 -- Chaîne1 et Chaîne2 sont différentes.
Chaîne1
 
           -- Chaîne1 n'est pas une 
chaîne de caractères
 nulle.
```

### Fonctions numériques
```
Entier1 
-eq
 Entier2 -- Entier1 et Entier2 sont, algébriquement parlant, égaux.
Entier1 
-ne
 Entier2 -- Entier1 n'est pas égal à Entier2.
Entier1 
-gt
 Entier2 -- Entier1 est strictement supérieur à Entier2.
Entier1 
-ge
 Entier2 -- Entier1 est supérieur ou égal à Entier2.
Entier1 
-lt
 Entier2 -- Entier1 est strictement inférieur à Entier2.
Entier1 
-le
 Entier2 -- Entier1 est inférieur ou égal à Entier2.
```

### Comparaisons au niveau des fichiers
```
Fichier1 
-nt
 Fichier2 -- Fichier1 est plus récent que Fichier2.
Fichier1 
-ot
 Fichier2 -- Fichier1 est plus ancien que Fichier2.
Fichier1 
-ef
 Fichier2 -- Fichier1 et Fichier2 pointent vers le même fichier
      (par le biais de 
lien symbolique
 ou de 
lien matériel
).
```

Ces comparaisons ne sont pas normalisées (en particulier si Fichier1 n'existe pas) mais sont souvent disponibles.

### Opérateurs
Toutes les fonctions ci-dessus peuvent être combinées avec les opérateurs suivants :
```
!
  -- Opérateur unaire de la négation

-a
 -- Opérateur binaire ET

-o
 -- Opérateur binaire OU (l'opérateur -a est prioritaire sur l'opérateur -o)

\(
Expression
\)
 -- Les parenthèses pour effectuer des groupements doivent être
      échappées par des 
antislash
 (barre oblique inversée, \).
```

## Codes de retour
La commande test retourne les valeurs suivantes :
```
0
  -- L'expression conditionnelle est 
vraie
 (true).

1
  -- L'expression conditionnelle est 
fausse
 (false).

>1
 -- Une erreur s'est produite.
```

## Exemples

### Pour tester si un fichier existe et n'est pas vide
```
if
 
test
 
-s
 
"
$1
"

then
 
echo
 
"Le fichier 
$1
 existe."

else
 
echo
 
"Le fichier 
$1
 n'existe pas ou est vide."

fi

```

Si le fichier Nom_du_fichier dans le premier argument envoyé au script shell ($1) n'existe pas ou est vide, la commande test va retourner 1 et le script va afficher "Le fichier nom_du_fichier n'existe pas ou est vide.". Mais si au contraire le fichier existe et n'est pas vide, alors la commande test va retourner 0 et le script va afficher "Le fichier nom_du_fichier existe.".
Note : Il doit y avoir un espace entre l'option -s et le nom du fichier.
Les guillemets autour de $1 permettent de s'assurer que le test fonctionnera même si la valeur de $1 est nulle. Si les guillemets sont retirés et que $1 ne vaut rien, alors la commande test va retourner une erreur du type "test: argument expected.".

### Pour vérifier qu'au moins un argument a été envoyé au script shell
```
 
if
 
[
 
$#
 
-lt
 
1
 
]

 
then

     
echo
 
"Erreur: il faut au moins un argument."
;

     
exit
 
2
;

 
fi

```

Cette fois-ci, on utilise la deuxième notation de la commande test (les crochets). Dans le script ci-dessus, $# correspond au nombre d'arguments envoyés sur la ligne de commande. On regarde donc si ce nombre est strictement inférieur (-lt) à 1 et si c'est le cas, on affiche une erreur et on arrête le script en retournant un code d'erreur 2.